# REMASTERED TRACKS ROCKMAN ZERO Physis
『REMASTERED TRACKS ROCKMAN ZERO Physis』（リマスタートラック ロックマンゼロ・ピュシス）は、「ロックマンゼロ4」において使用されていたBGMのアレンジや、「ロックマンゼロ4」の一部のエピソードをドラマとして収録したサウンドトラック。

ピュシス（φύσις）は、ギリシャ語「自然」の意味がある。

## 収録曲
- （）内は日本版タイトル

### Disc 1
1. Title IV （タイトル4）
2. Ragnarok Record -Prologue- Gjallarhorn （-プロローグ-　角笛は鳴らされた）
3. Caravan - Hope for Freedom - （キャラバン）
4. Nothing Beats （不屈不敗）
5. Holy Land （ホーリー・ランド）
6. Elves Dance （エルフ・ダンス）
7. Esperanto （エスペラント）
8. Fragile Border （ほころび）
9. On the Edge （剣尖）
10. Kraft （クラフト）
11. Max Heat （マックス・ヒート）
12. Deep Blue （ディープ・ブルー）
13. Celestial Gardens （セレスティアル・ガーデン）
14. Queen of the Hurt （従えよ苦韻(くいん)）
15. Showdown （争乱）
16. Cage of Tyrant （暴虐の檻）
17. Ragnarok Record -At Prison- Valhol （-監獄にて-　邂逅の館）
18. Exodus （エグゾダス）
19. Blaze Down （ブレイズ・ダウン）
20. Sleeping Beast （眠れる月）
21. Magnetic Rumble （嵐降(あらぶ)る双極）
22. Blackheart Beat （悪意の鼓動）
23. Crash IV （クラッシュ4）

### Disc 2
1. Straight Ahead （退(しりぞ)くことなく）
2. Ragnarok Record -At Control room- Laevatein （-ラグナロク発射-　断罪の炎）
3. Power Field （パワー・フィールド）
4. Rust and Dust （灰燼）
5. Crossover Station （クロスオーバー・ステーション）
6. Cyber Space （サイバー・スペース）
7. Ragnarok （黄昏の宇宙(そら)）
8. Fate - Theme of Vile - （宿命）
9. Ragnarok Record -Final battle- Ragnarok （-最終決戦-　理想と信念）
10. Falling Down （堕(お)ちゆく悪夢）
11. Ciel d'aube （黎明の空）
12. Promise - Next New World - ( Overseas Version ) （プロミス−次の舞台へ）
13. Alouette March （アルエット・マーチ）
14. Inside of a Flame （インサイド・オブ・ア・フレイム）
15. Freesia （フリジア）
16. L' Oiseau Du Bonheur ( Karaoke Version ) （幸せの鳥 ( Karaoke Version )）
17. Freesia ( Karaoke Version ) （フリジア ( Karaoke Version )）
18. Clover ( Karaoke Version ) （クローバー ( Karaoke Version )）

## ラインナップ

### 作曲
- 山田一法 （Disc1 - 1、3、6、8～10、18、23 / Disc2 - 1、4、7、8、11、18）
- 梅垣ルナ （Disc1 - 4、5、7、15 / Disc2 - 6、12、13、15～17）
- 鈴木マサキ （Disc1 - 11、13、14、19～21 / Disc2 - 3）
- 板倉真一 （Disc1 - 12、16、22 / Disc2 - 5、10）
- Chicken Mob （Disc2 - 14）

### 編曲
- III （Disc1 - 1、3～16、18～23/ Disc2 - 1、3～8、10～18）

### シナリオ （Ragnarok Record）
- 矢部誠

### III：サウンドクリエイトユニット
- 山田一法 - キーボード、サウンドエフェクト、プログラミング
- 梅垣ルナ - キーボード、プログラミング、アレンジ
- 栗原務 - ギター、プログラミング
- 鈴木マサキ - ギター、サウンドエフェクト （Disc1 - 11、13、14、19、20 / Disc2 - 3）

### キャスト （Ragnarok Record）
- 風間勇刀 - ゼロ
- 田中理恵 - シエル
- 後藤邑子 - ネージュ
- 三宅健太 - クラフト
- 日比愛子 - トルナード
- 大塚周夫 - バイル

### Freesia （2-15）
- 作詞：水城ゆう & 山田一法
- 作曲：梅垣ルナ
- 編曲：梅垣ルナ
- 歌：田中理恵